# Ерај Кемерт
Ерај Ервин Кемерт (4. фебруар 1998) је швајцарски фудбалер, игра на позицији леви бек. Тренутно наступа за Валенсију и репрезентацију Швајцарске.

## Клупска каријера
Први професионални уговор је потписао са Конкордијом Базела 2006. на три године када је прешао у Базел. Дебитовао је у њиховом тиму 10. фебруара 2016. на стадиону Лецигрунд током гостујуће победе против Цириха резултатом 3—2. Освојио је шампионат Суперлиге Швајцарске на крају сезоне 2015—16. што је клубу била седма титула заредом и укупно деветнаеста шампионска титула. У групној фази УЕФА Лига младих 2016—2017. је играо у сваком од шест мечева, док се на Европском првенству до 19 година Базел квалификовао у нокаут рунду. На гостовању 28. септембра 2016. против Арсенала у четрдесетом минуту Кемерт је постигао први гол са више од 45 метара када је Базел победио са 2—1. Изнајмљен је 8. марта 2017. Лугану до краја сезоне Суперлиге Швајцарске 2016—17. како би стекао играчко искуство, одиграо је за њих дванаест мечева. Позајмљен је 7. јула исте године Сиону за Суперлигу Швајцарске 2017—18. Почетком јула 2018. се вратио у Базел са којима је освојио Суперлигу Швајцарске 2018—19. Преселио се 25. јануара 2022. у иностранство по први пут у каријери након што је потписао уговор на четири и по године са Валенсијом за хонорар од 800.000 евра.

## Репрезентативна каријера
Играо је разне међународне утакмице за репрезентацију Швајцарске до петнаест, шеснаест и седамнаест година. Дебитовао је за репрезентацију до осамнаест година као централни бек 22. септембра 2015. Званично је позван у сениорску репрезентацију Швајцарске 18. новембра 2019. у утакмици квалификација за Европско првенство 2020. као замена Мануела Аканџија у 65. минуту. Године 2021. је позван у репрезентацију за Европско првенство 2020. где су стигли до четвртфинала.

## Успеси

### Клуб

#### Базел
- Суперлига Швајцарске: 2015—16, 2016—17.
- Куп Швајцарске: 2018—19.